# Chilothorax xanthopterus
Chilothorax xanthopterus är en skalbaggsart som beskrevs av Vladimir Balthasar 1938. Chilothorax xanthopterus ingår i släktet Chilothorax och familjen Aphodiidae. Inga underarter finns listade i Catalogue of Life.